# Rośliny garbnikodajne
Rośliny garbnikodajne – drzewa i rośliny zielne, które dostarczają surowca służącego do pozyskania garbników. Wyróżnia się trzy rodzaje roślinnych surowców garbnikowych:
- ubogie w garbniki (poniżej 5% zawartości garbników),
- średniobogate w garbniki (poniżej 20% zawartości garbników),
- bogate w garbniki (ponad 20% zawartości garbników).

Rośliny dostarczające surowca bogatego w garbniki występują głównie w strefie międzyzwrotnikowej. W Europie środkowej surowcem średniobogatym w garbniki użytkowanym do ich pozyskania jest kora świerkowa oraz drewno dębowe.
Surowce garbnikowe:
- drewno dębowe, kasztanowe, kebraczo,
- kora świerkowa, modrzewiowa, dębowa, wierzbowa, oczaru,
- liście sumaka, orzecha włoskiego, jeżyny i maliny, poziomki,
- owoce tarniny, śliwy wiśniowej i borówki czarnej,
- kłącze i korzeń pięciornika kurze ziele, rdestu wężownika, Krameria lappacea,
- wyrośla patologiczne (galasy).